# Saalmuellerana illota
Saalmuellerana illota là một loài bướm đêm trong họ Noctuidae.